# Steinkreis von Castle Fraser

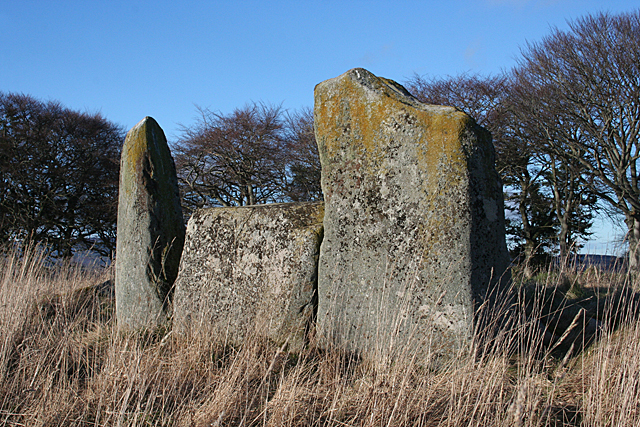
Steinkreis von Castle Fraser

Der Steinkreis von Castle Fraser (auch bekannt als Balgorkar, Balgorar, oder West Main) liegt auf dem Gelände des Castle Fraser südwestlich von Kemnay in Aberdeenshire in Schottland. Er ist der Rest eines Recumbent Stone Circle (RSC).
Es war ursprünglich ein Kreis von etwa 18,5 m Durchmesser mit zehn höhenversetzten Steinen, von denen noch sechs auf der eingeebneten Plattform standen. Inzwischen sind neun Steine im Rahmen einer Rekonstruktion aufgerichtet (einer fehlt). Das Ensemble des „liegenden Steins“ ist komplett erhalten und insgesamt 4,5 m lang. Die Steine des inneren Cairns sind vollständig verschwunden, nur die Erhöhung im Kreisinneren weist auf ihre Existenz. Ausgrabungen zeigten Quarzkiesel, der gepflasterte Innenraum des Ringcairn enthielt verbrannte Knochen. Scherben einer Urne wurden vor einem umgefallenen Stein in der Nähe des Westflankers gefunden.

## Die Steinkreise am River Dee
Die Steinkreise von Deeside bilden eine Gruppe von Recumbent Stone Circles. Ungefähr 100 von ihnen wurden zwischen 2500 und 1500 v. Chr. in Aberdeenshire errichtet.
In der Nähe liegen die Steinreihe von Castle Fraser und der Steinkreis von Tillyfourie.